# McKinley (efternamn)
McKinley är ett skotskt och irländskt efternamn.

## Personer
- Chuck McKinley (1941–1986), en amerikansk tennisspelare
- Ida McKinley (1847–1907), en amerikansk presidenthustru
- John McKinley (1780–1852), en amerikansk jurist och politiker
- Tamara McKinley (1948–), en australisk författare
- William McKinley (1843–1901),  en amerikansk politiker; president från 1897 till 1901
- William B. McKinley (1856–1926), en amerikansk republikansk politiker